# Liopholis kintorei
Espèce
Synonymes
- Egernia kintorei Stirling & Zietz, 1893
- Egernia dahlii Boulenger, 1896

Statut de conservation UICN

 VU A1c : Vulnérable
Liopholis kintorei, le Grand scinque du désert, est une espèce de sauriens de la famille des Scincidae.

## Répartition
Cette espèce est endémique d'Australie. Elle se rencontre en Australie-Occidentale, dans le Territoire du Nord et en Australie-Méridionale.

## Description
C'est un grand lézard vivipare qui peut mesurer jusqu'à 44 cm de long et peser 350 g. La queue est légèrement plus longue que le reste du corps et sert à stocker les graisses en période d'abondance. Il a une peau lisse orange-rouge sur le dos, de la couleur du sable du désert, crème sur les côtés et jaune sur le ventre.
Il vit dans des galeries creusées sous terre.

## Étymologie
Cette espèce est nommée en l'honneur d'Algernon Hawkins Thogond Keith-Falconer (1852–1930), neuvième comte de Kintore.

## Publication originale
- Stirling & Zietz, 1893 : Scientific results of the Elder Exploring Expedition. Vertebrata. Reptilia. Transactions of the Royal Society of South Australia, vol. 16, p. 154-176 (texte intégral).